# Carrascal del Obispo
Carrascal del Obispo là một đô thị ở tỉnh Salamanca, phía tây Tây Ban Nha, cộng đồng tự trị Castile-Leon. Đô thị này có cự ly 45 kilômét so với thành phố Salamanca với dân số năm 2008 là 233 người. Đô thị này có diện tích 40,97 km².
Đô thị Carrascal del Obispo nằm trên khu vực có độ cao 903 mét trên mực nước biển.
Mã số bưu chính là 37451.
==Tham khảo==